# Rund um Leipzig
Rund um Leipzig war ein Straßenradrennen, das mit Unterbrechungen von 1904 bis 1990 ausgetragen wurde. Ausgearbeitet wurde die erste Tour „Rund um Leipzig“ 1904 als Ersatz für die „beliebte Distanzfahrt Zittau–Leipzig“ von SRB-Fahrwart, Herrn P. Clauss.
Am 9. Oktober 1904 wurde Rund um Leipzig veranstaltet. Die Strecke war 146,4 Kilometer lang; der Sieger Walter Lorenz benötigte 5:45:00 Stunden. Das nächste Radrennen „Rund um Leipzig“ wurde erst 1907 ausgetragen, entwickelte sich dann aber sehr schnell zu einer bekannten Veranstaltung. Bereits in den nächsten Jahren wurden mehrere Rennen von verschiedenen Veranstaltern (Sächsischer Radfahrer-Bund, Deutscher Radfahrer-Bund, Deutsche Radfahrer-Union, Vereinigung Deutscher Radsport-Verbände) organisiert. Auch die Namen dieser Rennen waren andere; es ging aber immer über Straßen im Umland Leipzigs. Der letzte Sieger vor dem Ersten Weltkrieg fuhr eine 170 km lange Strecke.
In den 1920er Jahren wurde das Rennen erheblich ausgebaut. „Rund um Leipzig“ wurde ein fester Bestandteil einer Veranstaltungswoche mit vielen anderen Attraktionen. Die Fahrt 1921 über 266,3 Kilometer wurde für Profis und Amateure getrennt gestartet. Sieger der Amateure wurde Fritz Brenne aus Leipzig, Sieger der Profis Erich Aberger aus Berlin. 1923 wurde das Rennen als Deutsche Straßenmeisterschaft ausgeschrieben. Auch eine internationale Beteiligung wurde in den nächsten Jahren gewöhnlich. 1924 waren über 200.000 Zuschauer an der Strecke.

„Rund um Leipzig um den ‚Großen Preis der Leipziger Neuesten Nachrichten‘. – Glänzender Verlauf. – Starke Beteiligung. – Riesige Zuschauermengen. – In der A-Klasse x siegt der Berliner Risch vor seinem Landsmann Hoffmann und dem Dresdner Unger. – Der Berliner Tätweiler fährt in der B-Klasse x eine um 21 Minuten bessere Zeit als die A.-Fahrer!“

1929 starteten 751 Fahrer, das Rennen war ausgezeichnet organisiert und wurde von namhafter Radsportpresse besucht. Fredy Budzinski nannte es sogar „das größte Straßenrennen der Welt“. Bis 1942 nannte es sich „Großer Preis der Leipziger Neuesten Nachrichten“.
Nach dem Zweiten Weltkrieg wurde das Rennen erst 1949 wieder gestartet. Sieger wurde Lothar Meister I, Zweiter war Walter Dittrich x

„In Abständen von drei Minuten gingen die drei Klassen auf die Reise und bereits nach 30 km gelang es den in dem Regen schwer fahrenden 6 A-Klasse-Fahrern in der Hobburger Schweiz Anschluß an die B-Klasse zu bekommen. Leider aber wurde den A-Fahrern diese Jagd zum Verhängnis, da sie den B-Fahrern, die kurz zuvor einen falschen Kurs eingeschlagen hatten, blindlings nachgefahren waren und dadurch mit diesen zusammen einen Umweg von 7 km in Kauf nehmen mußten. Die Spitze des C-Klasse-Feldes, das sich bereits stark auseinander gezogen hatte, kam dadurch in den Genuß eines Zeitvorsprungs von 10 Minuten. Dietrich und Meister (Leipzig), der Chemnizer Urban Ebert (Berlin) und Bernd (Mülhausen) führten die C-Klasse …“

In der DDR wurde das Rennen in den Jahren 1958–1969 als Qualifikationsrennen für die Friedensfahrt gewertet. Einige Jahre hieß das Rennen „Großer Preis des Neuen Deutschlands“. 1958 wurde erstmals eine Zwei-Etappen-Fahrt organisiert. Die erste Etappe war ein 3,5 Kilometer langer Rundkurs über 30 Runden, also insgesamt 105 Kilometer; die zweite Etappe – einen Tag später – war 170 Kilometer lang.

„Nach der Zwei-Etappenfahrt in Leipzig wurde am Sonntag die Mannschaft aufgestellt, die den Vorjahressieg der Deutschen Demokratischen Republik bei der XI. Friedensfahrt verteidigen soll. Um Kapitän Gustav Adolf Schur werden Günter Grünwald, Egon Adler, Erich Hagen, Roland Henning und Rolf Töpfer den Kampf aufnehmen.“

In den 1970er Jahren wurde das Rennen eingestellt. Erst 1985 wurde es mit Hilfe des SC DHfK Leipzig bis 1990 wieder aufgenommen. 1991 wurde das Rennen durch die Wende endgültig ad acta gelegt.

## Palmarès
| 1904                        | Walter Lorenz                                                      |
| 1907                        | Paul Winkler                                                       |
| 1908                        | Hermann Müller                                                     |
| 1909                        | Hermann Müller                                                     |
| 1910                        | Albert Jahr ¦ Robert Gröbe                                         |
| 1911                        | Albert Jahr ¦ Gustav Gutjahr ¦ Albert Jahr ¦ Otto Franke           |
| 1912                        | Hermann Müller ¦ Frank Lemnitz                                     |
| 1913                        | Hermann Rosenhahn                                                  |
| 1914–1919 nicht ausgetragen |                                                                    |
| 1920                        | Willy Dietrich                                                     |
| 1921                        | Fritz Brenne ¦ Erich Aberger ¦ Oskar Lippert                       |
| 1922                        | Erich Henning ¦ Martin Schott                                      |
| 1923                        | Otto Papenfuß ¦ Richard Golle ¦ Erich Henning ¦ Paul Günther       |
| 1924                        | Otto Müller ¦ Herbert Nebe                                         |
| 1925                        | Alfred Schmidt ¦ Arthur Noerenberg ¦ Felix Seidel ¦ Alfred Schmidt |
| 1926                        | Fritz Mattern ¦ Willy Meyer                                        |
| 1927                        | Otto Gugau ¦ Albert Blattmann ¦ Paul Günther                       |
| 1928                        | Bernhard Stübecke ¦ Herbert Sieronski                              |
| 1929                        | Rudi Risch ¦ Otto Böse                                             |
| 1930                        | Gerhard Hanke ¦ Hellmut Martin                                     |
| 1931                        | Rudi Risch ¦ Georg Bauer                                           |
| 1932                        | Otto Grindel                                                       |
| 1933                        | Paul Münzer                                                        |
| 1934–1936 nicht ausgetragen |                                                                    |
| 1937                        | Rudi Kühn                                                          |
| 1938                        | Rudi Kühn                                                          |
| 1939                        | Rudi Kühn                                                          |
| 1940                        | Harry Saager                                                       |
| 1941                        | Heinz Günther                                                      |
| 1942                        | Harry Saager                                                       |
| 1943–1948 nicht ausgetragen |                                                                    |

| 1949                        | Lothar Meister I   |
| 1950                        | Horst Gaede        |
| 1951                        | Hans Czikowski     |
| 1952 nicht ausgetragen      |                    |
| 1953                        | Horst Siegel       |
| 1954                        | Martin Naumann     |
| 1955–1957 nicht ausgetragen |                    |
| 1958                        | Johannes Schober   |
| 1959                        | Gustav-Adolf Schur |
| 1960                        | Gustav-Adolf Schur |
| 1961                        | Klaus Kellermann   |
| 1962                        | Klaus Ampler       |
| 1963                        | Manfred Weißleder  |
| 1964                        | Günter Langhans    |
| 1965                        | Klaus Ampler       |
| 1966 nicht ausgetragen      |                    |
| 1967                        | Rainer Marks       |
| 1968                        | Klaus Ampler       |
| 1969                        | Wolfgang Wesemann  |
| 1970–1985 nicht ausgetragen |                    |
| 1986                        | Olaf Merkel        |
| 1987                        | Frank Augustin     |
| 1988                        | Steffen Rein       |
| 1989                        | Mike Weißmann      |
| 1990                        | Uwe Berndt         |

Vor dem Zweiten Weltkrieg wurde das Rennen zum Teil für Profis und Amateure ausgetragen; zum Teil wurden mehrere Rennen von verschiedenen Veranstaltern auf der gleichen Strecke durchgeführt. Nach dem Zweiten Weltkrieg wurde nur noch ein Amateurrennen gestartet.